# Thelymitra spadicea
Thelymitra spadicea är en orkidéart som beskrevs av David Lloyd Jones och Mark Alwin Clements. Thelymitra spadicea ingår i släktet Thelymitra och familjen orkidéer.
Artens utbredningsområde är Tasmanien. Inga underarter finns listade i Catalogue of Life.